# Псковский бригадный район ПВО
Псковский бригадный район ПВО — войсковое соединение вооружённых сил СССР во время Великой Отечественной войны.

## История
Был развёрнут в районе Псков — Остров, обороняя от нападения с воздуха коммуникации и важные предприятия. Управление района дислоцировалось в Пскове.
В мае 1941 года Псковский бригадный район ПВО был переформирован в Лужский бригадный район ПВО. Управление района передислоцировалось в Лугу.

## Состав
- 12-й отдельный зенитный артиллерийский дивизион
- 29-й отдельный зенитный артиллерийский дивизион
- 416-й отдельный зенитный артиллерийский дивизион
- 432-й отдельный зенитный артиллерийский дивизион
- 47-й отдельный батальон ВНОС[1]

## Подчинение
| Дата       | Фронт (округ)                      | Армия | Примечания |
| ---------- | ---------------------------------- | ----- | ---------- |
| 22.06.1941 | Северный фронт (Северная зона ПВО) | -     | -          |
| 01.07.1941 | Северный фронт (Северная Зона ПВО) | -     | -          |
| 10.07.1941 | Северный фронт (Северная Зона ПВО) | -     | -          |
| 01.08.1941 | -                                  | -     | нет данных |
| 01.09.1941 | -                                  | -     | нет данных |
| 01.10.1941 | -                                  | -     | нет данных |
| 01.11.1941 | -                                  | -     | нет данных |

## Командиры
- полковник Ф. А. Ломинский